# Oulous
 (février 2017).
Si vous disposez d'ouvrages ou d'articles de référence ou si vous connaissez des sites web de qualité traitant du thème abordé ici, merci de compléter l'article en donnant les références utiles à sa vérifiabilité et en les liant à la section « Notes et références ».

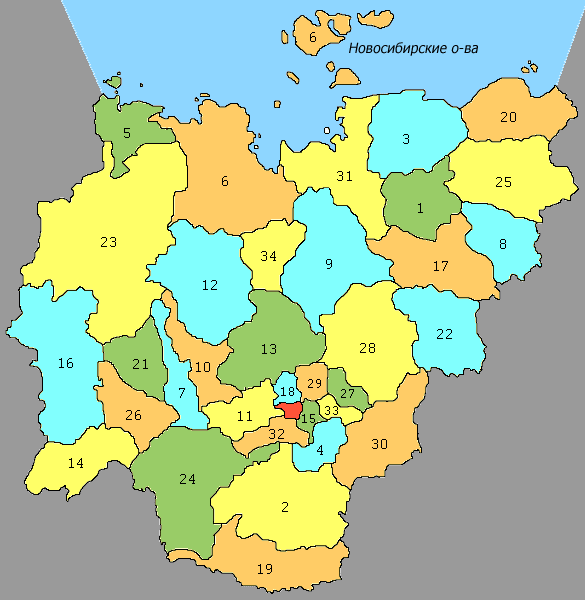
Oulous de la République de Sakha

Un oulous (en mongol : ᠤᠯᠤᠰ, VPMC : ulus, cyrillique : улс, MNS : uls ; en russe : улус ; en iakoute : улуус) est un type de division territoriale ayant existé dans plusieurs peuples d'Asie centrale et septentrionale.

## Sous l'Empire mongol
Sous l'Empire mongol, le terme oulous, qui signifie « peuplade », désigne originellement un apanage ou un fief octroyé par un seigneur à ses enfants.

## En Russie
En Russie actuelle, le terme correspond à une subdivision territoriale de la république de Sakha, ou Yakoutie. Il correspond au raïon des autres territoires de la fédération de Russie. Parmi les 35 subdivisions de la Yakoutie, les zones historiquement peuplées de Yakoutes gardent le titre d’oulous alors que les autres sont appelées raïons.
Les zones d'habitat historiques yakoutes se retrouvant dans deux secteurs [source insuffisante] : 
- dans la plaine centrale de la Léna en amont de la confluence Léna-Aldan dans et autour des grandes plaines autour de Yakoutsk : Ensièli, Touïmaada, Erkèèni, Niorouktèèï... Les oulous concernés sont Gornuï, Namski, Oust'-Aldanski, Tattinski, Tchouraptchinski, Amginski, Megino-Kangalasski, Khangalasski et le territoire administré par la ville de Yakoutsk ;
- le long de la grande plaine de la Vilyouï au nord-est de la capitale, les oulous étant : Kobyaïski (pour sa partie ouest), Vilyouïski, Verkhnevilyouïski, Nyourbinski et Sountarski.

Ainsi, l'oulous de Tatta (oulous Tattinski), situé dans la première zone historique de peuplement yakoute, conserve le titre d’oulous. À l'opposé, dans le Nord et le Sud de la Yakoutie, le terme raïon est davantage utilisé car les populations ne sont ni majoritairement ni historiquement yakoutes, à l'exemple du raïon Aldanski. Pour d'autres subdivisions encore, il est possible d'utiliser les deux noms, par exemple pour l’oulous Oïmyakonski, également appelé raïon Oïmyakonski.
La langue russe effectue la même distinction par rapport à la présence historique de yakoutes dans un raïon alors que la langue iakoute utilise dans tous les cas le mot oulous.